# Kartapjauratj
Kartapjauratj är en sjö i Jokkmokks kommun i Lappland och ingår i Luleälvens huvudavrinningsområde. Sjön har en area på 0,0658 kvadratkilometer och ligger 477,6 meter över havet. Kartapjauratj ligger i Ultevis fjällurskog Natura 2000-område.

## Delavrinningsområde
Kartapjauratj ingår i det delavrinningsområde (742884-165660) som SMHI kallar för Inloppet i Kieptijaure. Medelhöjden är 502 meter över havet och ytan är 43,96 kvadratkilometer. Räknas de 2 avrinningsområdena uppströms in blir den ackumulerade arean 131,33 kvadratkilometer. Kieptijåkkå som avvattnar avrinningsområdet har biflödesordning 4, vilket innebär att vattnet flödar genom totalt 4 vattendrag innan det når havet efter 246 kilometer. Avrinningsområdet består mestadels av skog (75 procent) och sankmarker (25 procent). Avrinningsområdet har 0,27 kvadratkilometer vattenytor vilket ger det en sjöprocent på 0,6 procent.